# Cavalcade (evenement)

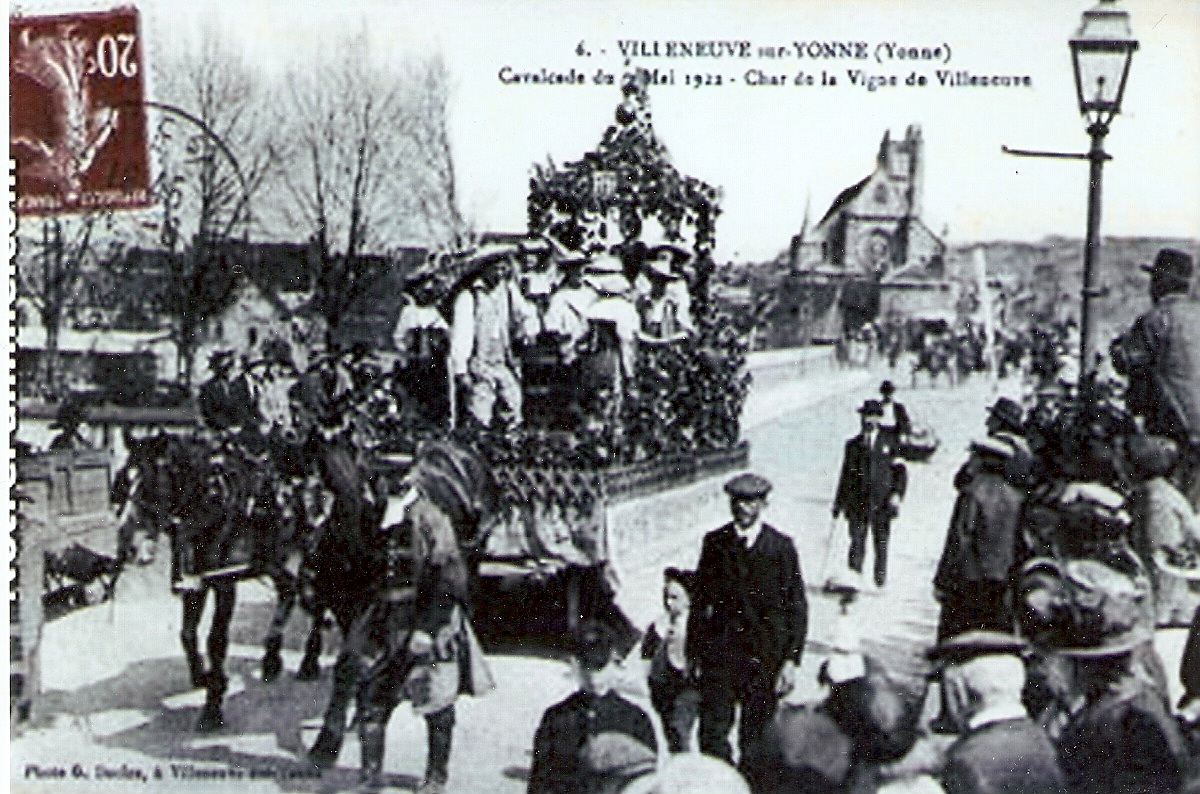
Cavalcade te Villeneuve-sur-Yonne in 1922.

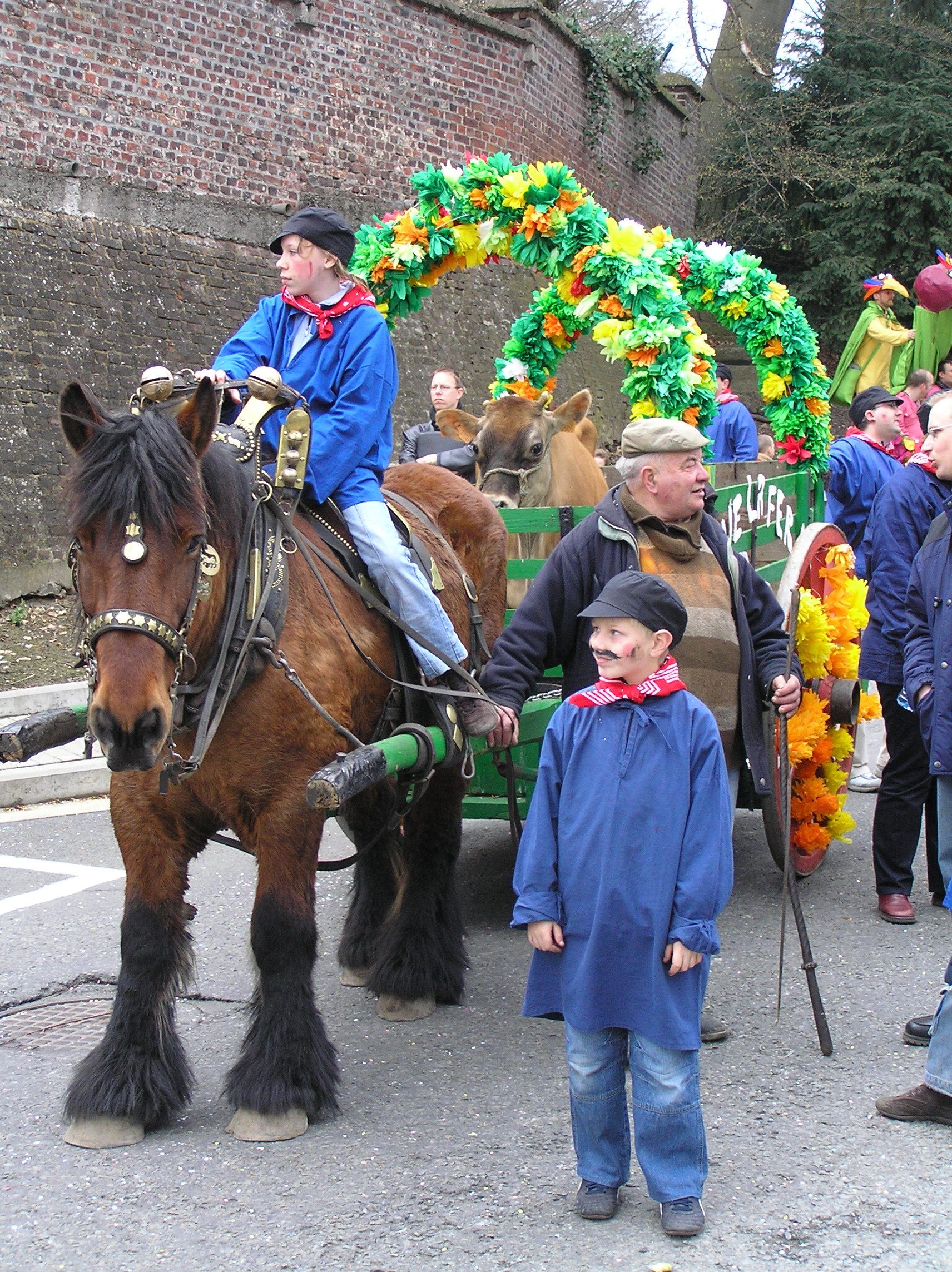
In Herve vindt jaarlijks een cavalcade plaats op paasmaandag.

Een cavalcade is een ruiterstoet. Oorspronkelijk betekende het letterlijk een ry-bende: hiermee werd een rit in gezelschap bedoeld. De term is afkomstig van het Italiaanse woord cavalcata, dat zelf weer is afgeleid van het Latijnse equus caballus, wat paard betekent. De term werd vervolgens gebruikt om niet enkel een stoet van ruiters, maar ook stoeten van door paarden getrokken praalwagens aan te duiden.
Na verloop van tijd was het niet langer noodzakelijk dat er paarden bij betrokken waren om van een cavalcade te kunnen spreken en werd de betekenis uitgebreid naar stoeten of processies van andere vervoersmiddelen zoals auto's, carnavalswagens, treinen of zelfs schepen. Zo is ook het achtervoegsel cade in het Engelse woord motorcade, dat voor een konvooi gemotoriseerde voertuigen gebruikt wordt, afkomstig van het woord cavalcade.